# Будівельний майданчик
Будіве́льний майда́нчик – ділянка достатньо великих розмірів з вільним доступом до транспортних шляхів чи до моря, виділена під будівництво великої сталевої, бетонної та ін. структури.
Приклади будівельних майданчиків під промислові структури: 
- - у нафтовидобуванні - шельфові експлуатаційні і переробні платформи та модулі для них,
- - у шахтобудуванні - копер тощо.